# Znamensky Memorial
Lo Znamensky Memorial è un meeting internazionale di atletica leggera che si tiene annualmente presso il Meteor Stadium di Žukovskij, in Russia. Nel 2010 e 2011 ha fatto parte del circuito World Challenge.

## Edizioni
Di seguito la tabella delle ultime edizioni del meeting, precedentemente aveva fatto parte del circuito Grand Prix II, per tre anni dal 2003 al 2005.
| Anno | Edizione | Circuito             | Dettagli                |
| ---- | -------- | -------------------- | ----------------------- |
| 2006 | XLVII    | -                    | Znamensky Memorial 2006 |
| 2007 | XLVIII   | -                    | Znamensky Memorial 2007 |
| 2008 | XLIX     | -                    | Znamensky Memorial 2008 |
| 2009 | LI       | -                    | Znamensky Memorial 2009 |
| 2010 | LII      | World Challenge 2010 | Znamensky Memorial 2010 |
| 2011 | LIII     | World Challenge 2011 | Znamensky Memorial 2011 |